# Бёнхузен
Бёнхузен (нем. Böhnhusen) — община в Германии, в земле Шлезвиг-Гольштейн. 
Входит в состав района Рендсбург-Экернфёрде. Подчиняется управлению Флинтбек.  Население составляет 331 человек (на 31 декабря 2010 года). Занимает площадь 5,29 км².